# Konstytucja Liechtensteinu z 1862 roku
Konstytucja Liechtensteinu z 1862 roku – druga konstytucja Liechtensteinu. Została ona wprowadzona w 1862 roku przez księcia Jana II w celu unowocześnienia państwa. Konstytucja z drobnymi poprawkami przetrwała do 1921 roku.

## Geneza
Pierwszą ustawą zasadniczą Liechtensteinu była konstytucja z 1818 roku. Została ona wprowadzona w życie przez księcia Jana I, jako wypełnienie zobowiązań wynikających z Aktu Związkowego Związku Niemieckiego.
Konstytucje ta była zachowawcza, nie zmieniała absolutnej władzy księcia. Opierała się ona na podziale stanowym społeczeństwa – w przypadku Liechtensteinu były to tylko stan chłopski i duchowieństwo. Stany reprezentowane były przez deputowanych w Landtagu (w przypadku chłopów obowiązywał cenzus majątkowy). Parlament ten miał głównie charakter doradczy, wszystkie uchwalone przez niego ustawy mogły być zatwierdzone lub odrzucone przez księcia.
Konstytucja przez pierwsze 30 lat funkcjonowała bez większych problemów. Wyzwaniem dla władającego księstwem Alojzego II stała się w 1848 roku Wiosna Ludów, która znalazła swe odzwierciedlenie również w Liechtensteinie. Księstwo było reprezentowane w parlamencie frankfurckim przez historyka Petera Kaisera, który opracował założenia pod nową konstytucję i doktora Karola Schädlera. W kraju zaś przedstawiciele stanów i okręgów żądali zmian w obowiązującej ustawie zasadniczej. Reakcją księcia była likwidacja zobowiązań feudalnych oraz powołanie komisji konstytucyjnej. Prace tej ostatniej był celowo opóźniane, zaś po wygaśnięciu protestów w Austrii i Niemczech książę zrezygnował z nowej ustawy zasadniczej. W zamian za to przeprowadził akcje mające rozładować sytuację, takie jak wprowadzenie hymnu narodowego (1850), osuszanie bagien, nawożenie ziemi i budowa dróg i wzmacnianie brzegów Renu. Księżna Franciszka utworzyła fundację w celu budowy sierocińców i pomocy biednym. Duże znaczenie dla księstwa miało podpisanie 5 lipca 1852 roku układu celnego z Austrią.

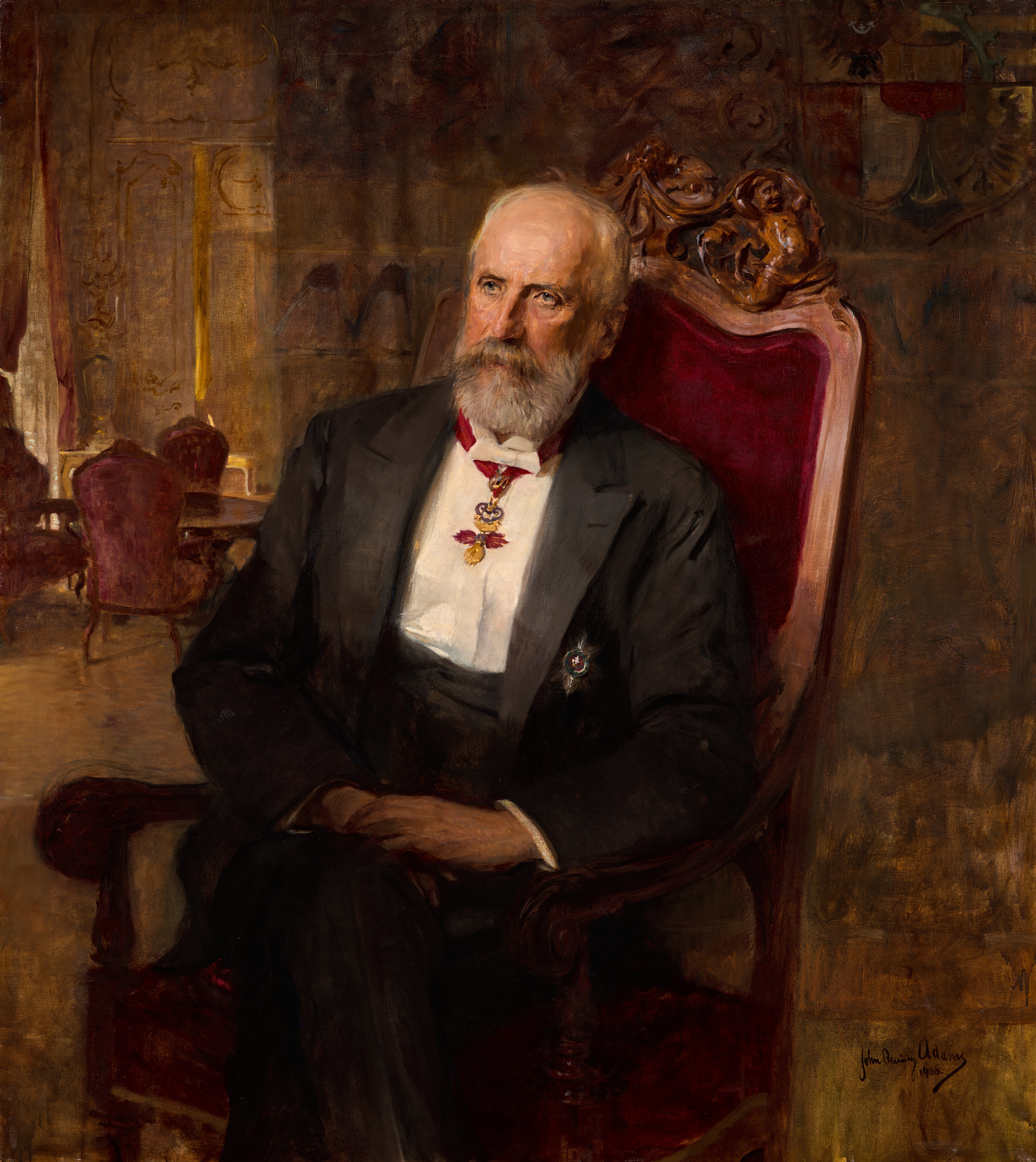
Inicjator konstytucji z 1862 roku książę Jan II Dobry.

W 1858 roku zmarł książę Alojzy II, a na tron wstąpił jego syn Jan II. Nowy książę miał ambicję unowocześnienia kraju, do czego niezbędne miało być wprowadzenie nowej konstytucji. Dokument został proklamowany na zamku Eisgrub 26 września 1962 roku. Ustawa została napisana przez premiera Karola von Hausena, doktora Karola Schädlera i Canona Wolfingera na podstawie założeń Petera Kaisera.

## Treść
Ustawa zasadnicza podzielona była na 9 rozdziałów i 124 artykuły.
Władza wykonawcza spoczywać miała w rękach księcia. Jako jedyna osoba w państwie mógł zwoływać i rozwiązywać radę. Do jego obowiązków należało administrowanie księstwem, przedstawicielstwo dyplomatyczne i dowodzenie wojskiem. Sam urząd księcia miał być dziedziczony przez męskiego potomka, piastująca ją osoba nie mogła zostać usunięta z funkcji. Władzę wykonawczą uzupełniał czteroosobowy rząd zmieniany co 6 lat.
Główną władzą ustawodawczą był piętnastoosobowy parlament o czteroletniej kadencji. Trzech deputowanych wyznaczał książę, pozostali byli wybierani w tajnych wyborach – siedmiu w Vaduz i pięciu w Schellenbergu. Wybory były tajne i obowiązkowe – kara za absencje wynosiła 1 gulden. Prawa wyborcze przysługiwały mężczyznom w wieku powyżej 24 lat, którzy nie zostali skazani, nie byli chorzy psychicznie i nie zbankrutowali. Parlament zbierać się miał każdego roku między 15 a 31 maja oraz w miesiąc po zmianie rządu. Posłowie posiadali immunitet, ich obecność podczas obrad była obowiązkowa, a diety niskie. W przerwach między obradami parlament zastępowany był przez trzyosobową komisję. Do kompetencji parlamentu należało ustanawianie prawa, podatków i zatwierdzanie przedstawionego przez premiera budżetu. Parlament musiał zatwierdzić każdą zmianę w konstytucji jednomyślnie, bądź większością 75 procent na dwóch kolejnych sesjach. Deputowani dzielili władzę ustawodawczą z księciem, który miał prawo do wydawania dekretów.
Sądownictwo w księstwie było trójstopniowe, z czego tylko sąd krajowy znajdował się na terytorium księstwa, pozostałe zaś należały do Cesarstwa Austrii. Książę wybierał trzech sędziów, którzy zobowiązani byli do niezawisłości. Sąd drugiej instancji znajdował się w Innsbrucku, zaś sąd apelacyjny w Wiedniu. Podstawą dla sądów były austriackie kodeksy: cywilny z 1812 i karny z 1852 roku. Każdy aresztowany obywatel mógł przebywać w areszcie bez postawionych zarzutów jedynie 24 godziny. Obywatele mieli zagwarantowaną wolność religijną i polityczną.

## Okres obowiązywania
Konstytucja obowiązywała z drobnymi zmianami bez przeszkód do wybuchu I wojny światowej. W trakcie konfliktu Liechtenstein ogłosił neutralność, która była kłopotliwa, ze względu na związek państwa z Austro-Węgrami. Potrzeba zerwania zależności stała się jasna w 1918 roku, w obliczu porażki państw centralnych. W tej sytuacji 8 listopada doszło do zamachu stanu. Nowe władze dążyły do związku państwa ze Szwajcarią oraz zwiększenia roli mieszkańców Liechtensteinu w zarządzaniu księstwem. W celu sporządzenia nowej konstytucji 17 grudnia 1918 roku został wybrany Komitet Konstytucyjny, który wraz z delegatami księcia opracował nową ustawę zasadniczą. Konstytucja została zaakceptowana przez radę 24 sierpnia 1921 roku i opublikowana w dzień urodzin księcia, 5 października.